# Prefectura de Hyōgo
La prefectura de Hyōgo (兵庫県 Hyōgo-ken?) está ubicada en la región de Kansai sobre la isla de Honshū (Japón). La capital es Kōbe.

## Historia
La actual prefectura de Hyōgo incluye las provincias de Harima, Tajima, Awaji y partes de Tanba y Settsu. La prefectura de Hyōgo fue severamente devastada por el terremoto de Kōbe en 1995, que destruyó grandes partes de Kōbe y Awaji, así como Takarazuka y la vecina Prefectura de Osaka, matando a casi 6500 personas.

## Geografía

Mapa político de Hyogo.

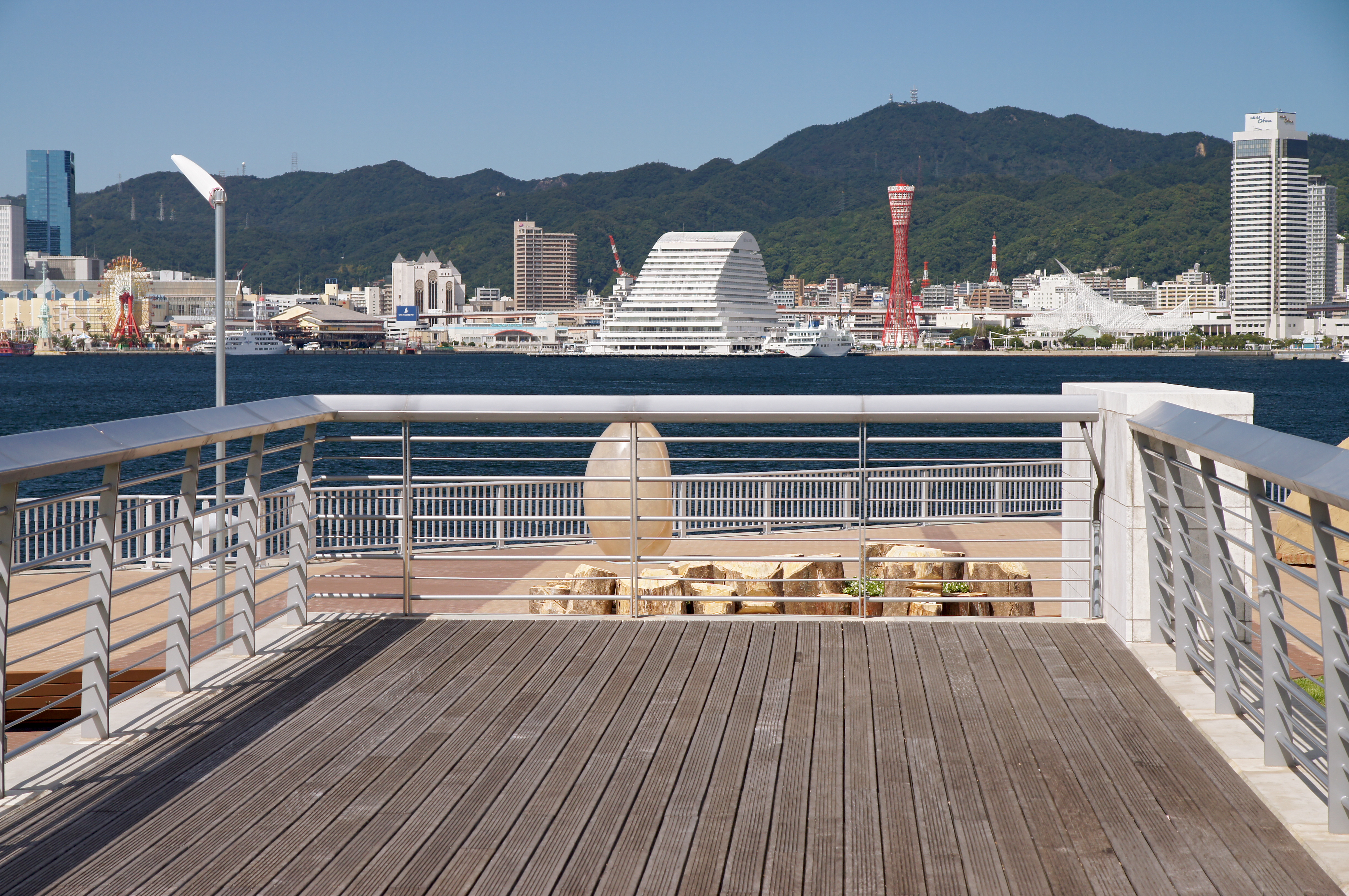
Kōbe

Hyōgo tiene costas en dos mares: al norte, el mar de Japón, al sur, el mar Interior. La parte norte está escasamente poblada, con excepción de la ciudad de Toyooka, las tierras altas centrales solo están pobladas por pequeños pueblos. La mayor parte de la población de Hyōgo vive en la costa sur, que es parte de la de Osaka-Kōbe-Kyoto área metropolitana. La isla Awaji es una isla en el mar Interior, que se extiende entre Honshu y Shikoku.
El tiempo en verano a lo largo de Hyōgo es cálido y húmedo. En cuanto a las condiciones invernales en Hyogo, el norte de Hyōgo tiende a recibir nieve en abundancia, mientras que el sur recibe solo la ráfagas ocasionales.
Las fronteras terrestres de Hyōgo están delimitadas por las siguientes prefecturas: Osaka, Kioto, Tottori y la Okayama.
El 31 de marzo de 2008, el 20 % de la superficie total de la prefectura fue designado como parques naturales, a saber, los Parques nacionales de Sanin Kaigan y Setonaikai; El cuasi parque nacional Hyonosen-Ushiroyama-Nagisan; y Asago Gunzan, Harima Chūbu Kyuryo, Inagawa Keikoku, Izushi-Itoi, Kasagatayama-Sengamine, Kiyomizu-Tojoko-Tachikui, Onzui-Chikusa, Seiban Kyuryo, Seppiko-Mineyama, Tajima Sangaku, y Taki Renzan parques naturales de prefectura.

### Ciudades
- Aioi
- Akashi
- Akō
- Amagasaki
- Asago
- Ashiya
- Awaji
- Himeji
- Itami
- Kakogawa
- Kasai
- Katō
- Kawanishi
- Kōbe (capital)
- Miki
- Minamiawaji
- Nishinomiya
- Nishiwaki
- Ono
- Sanda
- Shisō
- Sumoto
- Takarazuka
- Takasago
- Tanba
- Tanbasasayama
- Tatsuno
- Toyooka
- Yabu

### Pueblos
Estos son los pueblos de cada distrito:
- Distrito de Akō
  - Kamigōri
- Distrito de Ibo
  - Taishi
- Distrito de Kako
  - Harima
  - Inami
- Distrito de Kanzaki
  - Fukusaki
  - Ichikawa
  - Kamikawa
- Distrito de Kawabe
  - Inagawa
- Distrito de Mikata
  - Kami
  - Shin'onsen
- Distrito de Sayō
  - Sayō
- Distrito de Taka
  - Taka

## Economía
La Prefectura de Hyōgo tiene muchas industrias pesadas, metal y médicas, y cuenta con el Puerto de Kōbe, que es uno de los puertos más grandes de Japón.

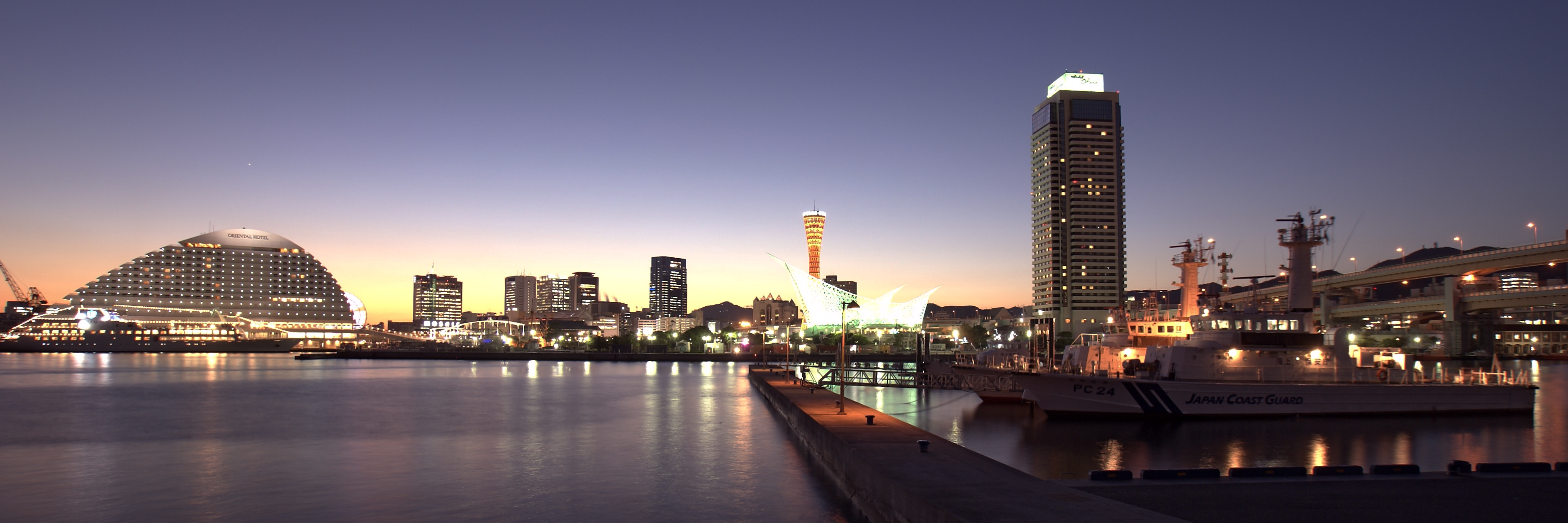
Puerto de Kōbe

## Educación

### Universidades

#### Amagasaki
- Universidad de St. Thomas (Universidad de Eichi).

#### Takarazuka
- Universidad de Takarazuka
- Universidad Koshien

#### Sanda
- Universidad de Kwansei Gakuin (campus de Sanda)

#### Nishinomiya
- Universidad Kwansei Gakuin
- Universidad de Otemae
- Universidad de las mujeres de Mukogawa

## Turismo
Al norte de la Prefectura de Hyogo, tiene lugares de interés como Kinosaki Onsen, Izushi y Yumura Onsen y el matsuba, y la carne de vacuno japonés son delicias nacionales.

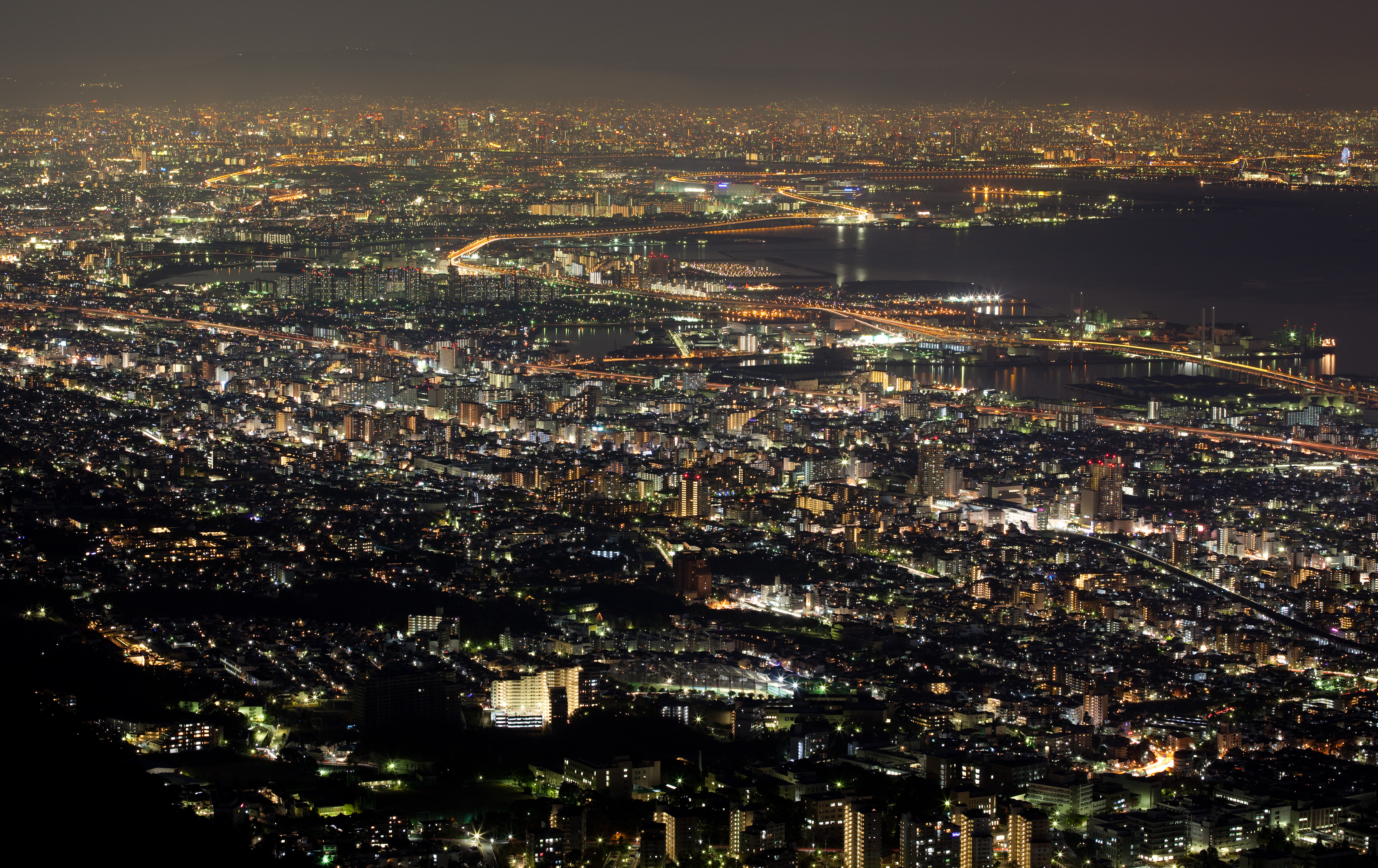
Kikuseidai, Kobe
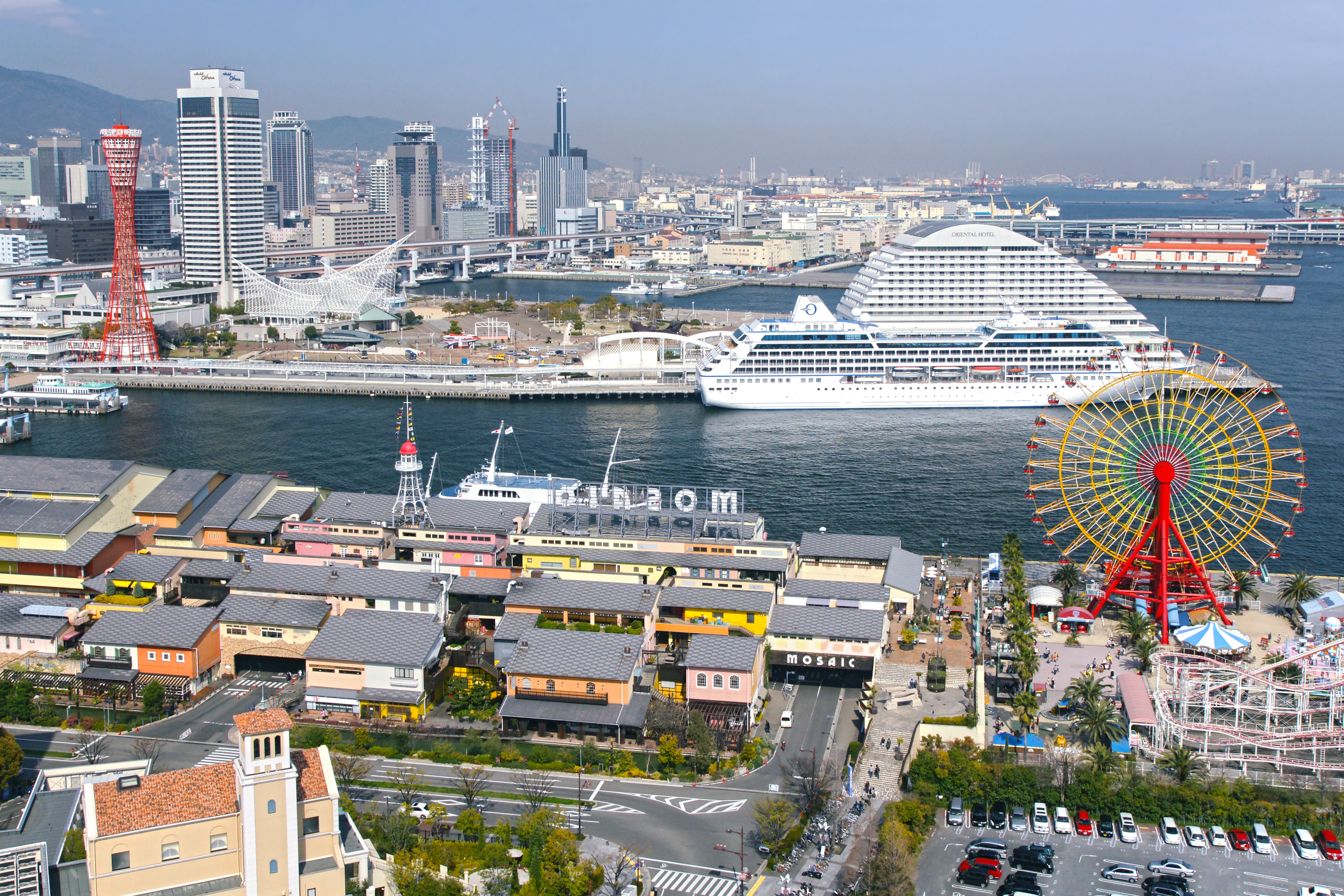
Harborland - Meriken Park área en Kobe
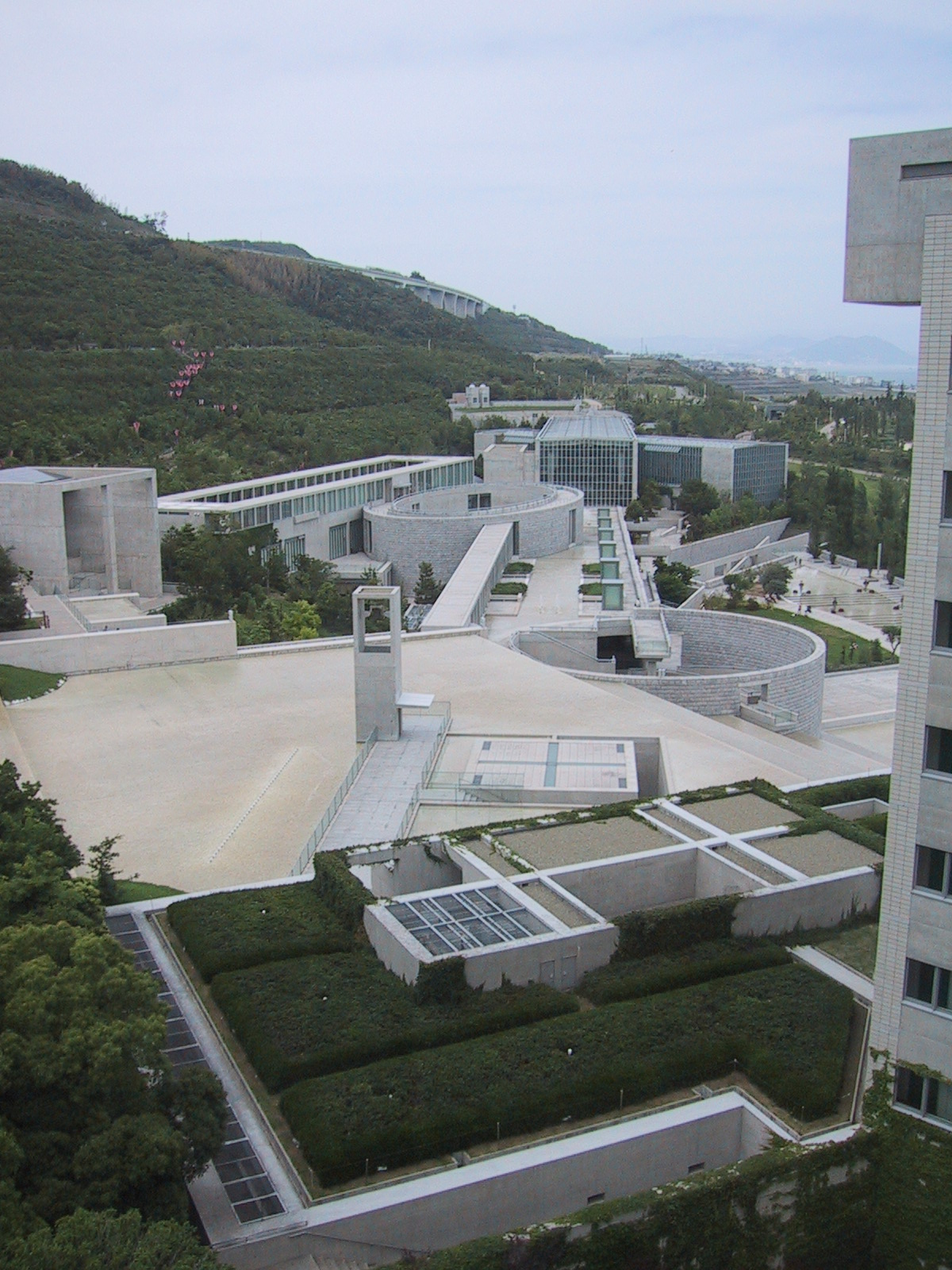
Awaji Yumebutai en Awaji
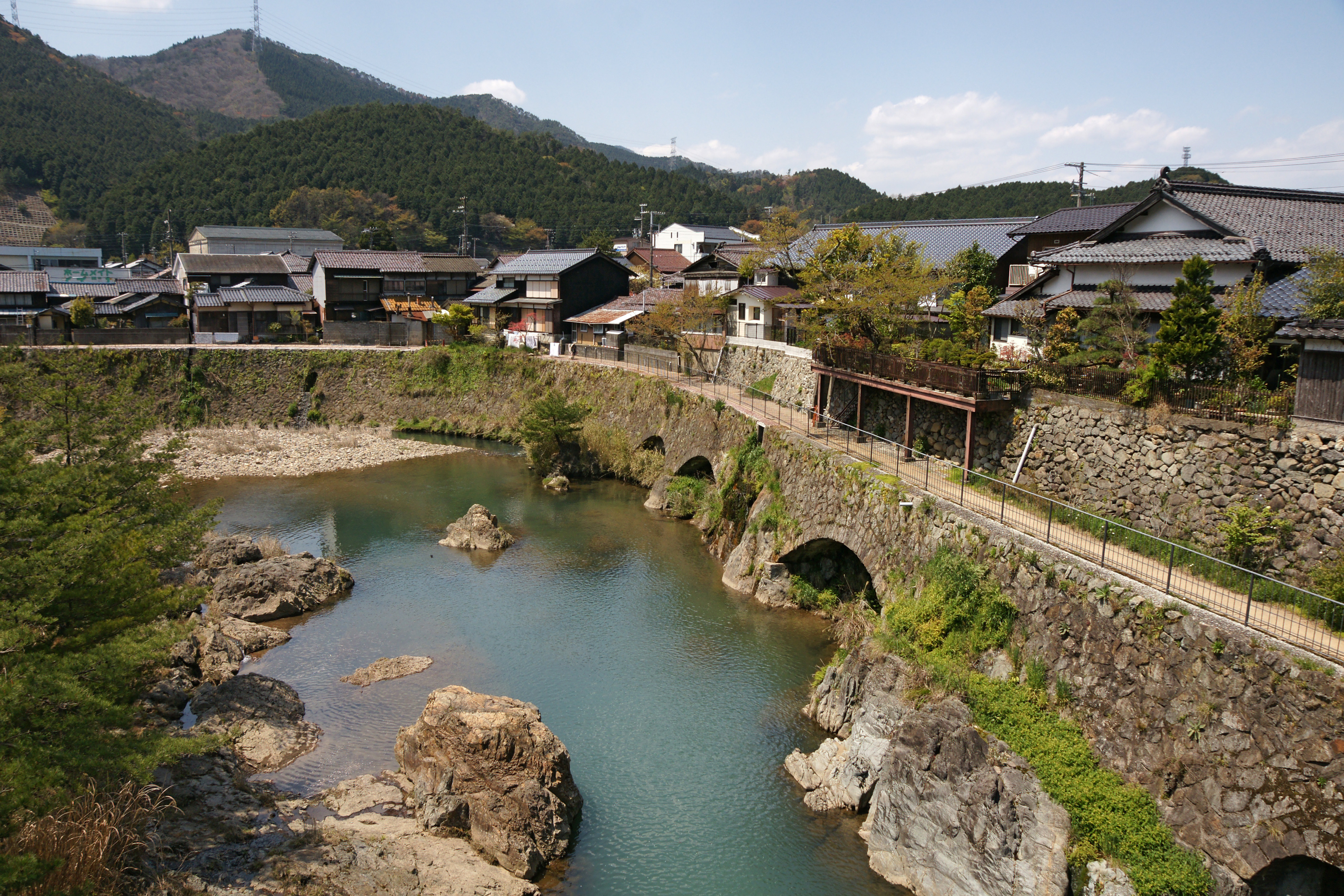
Kuchiganaya en Asago
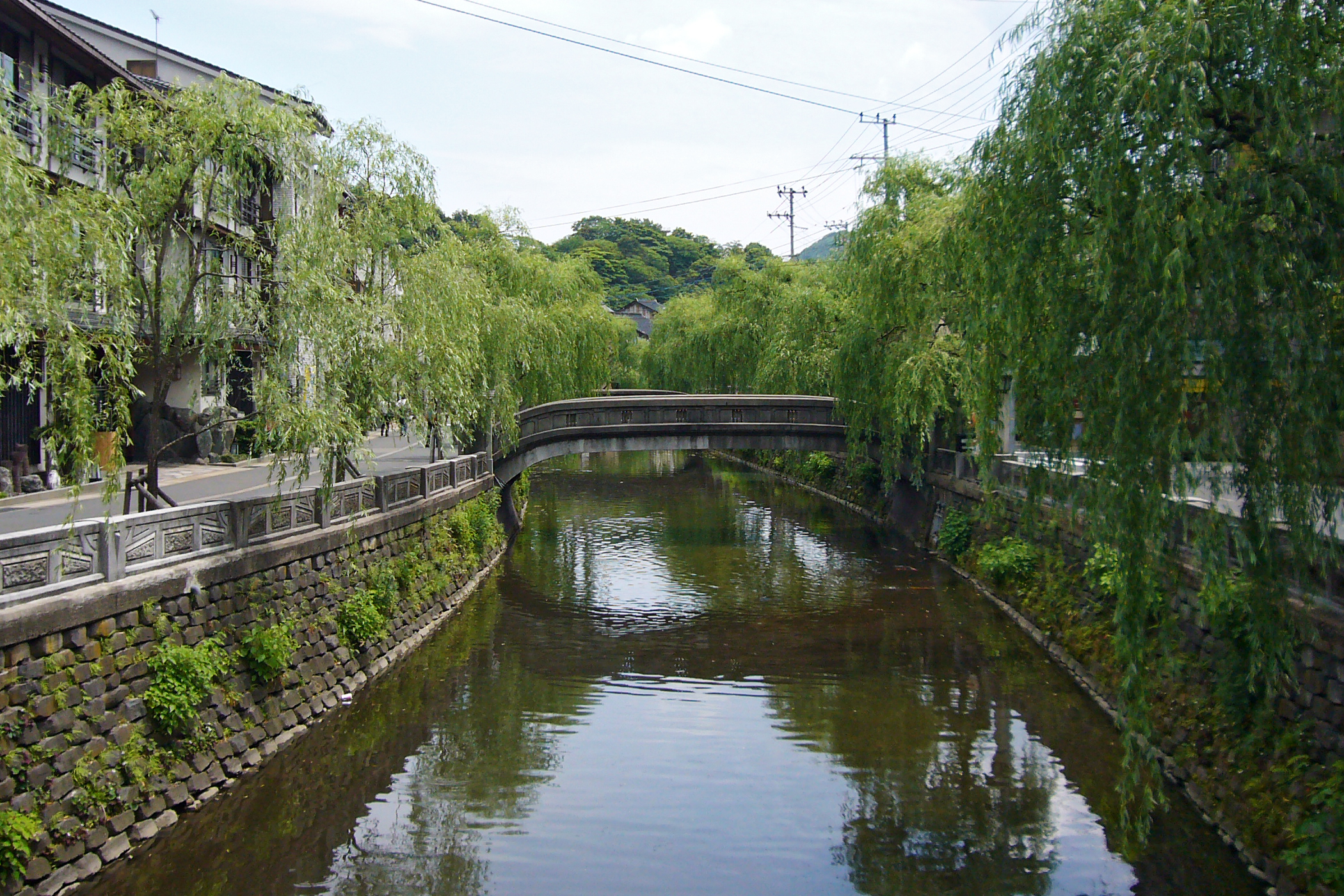
Kinosaki Onsen
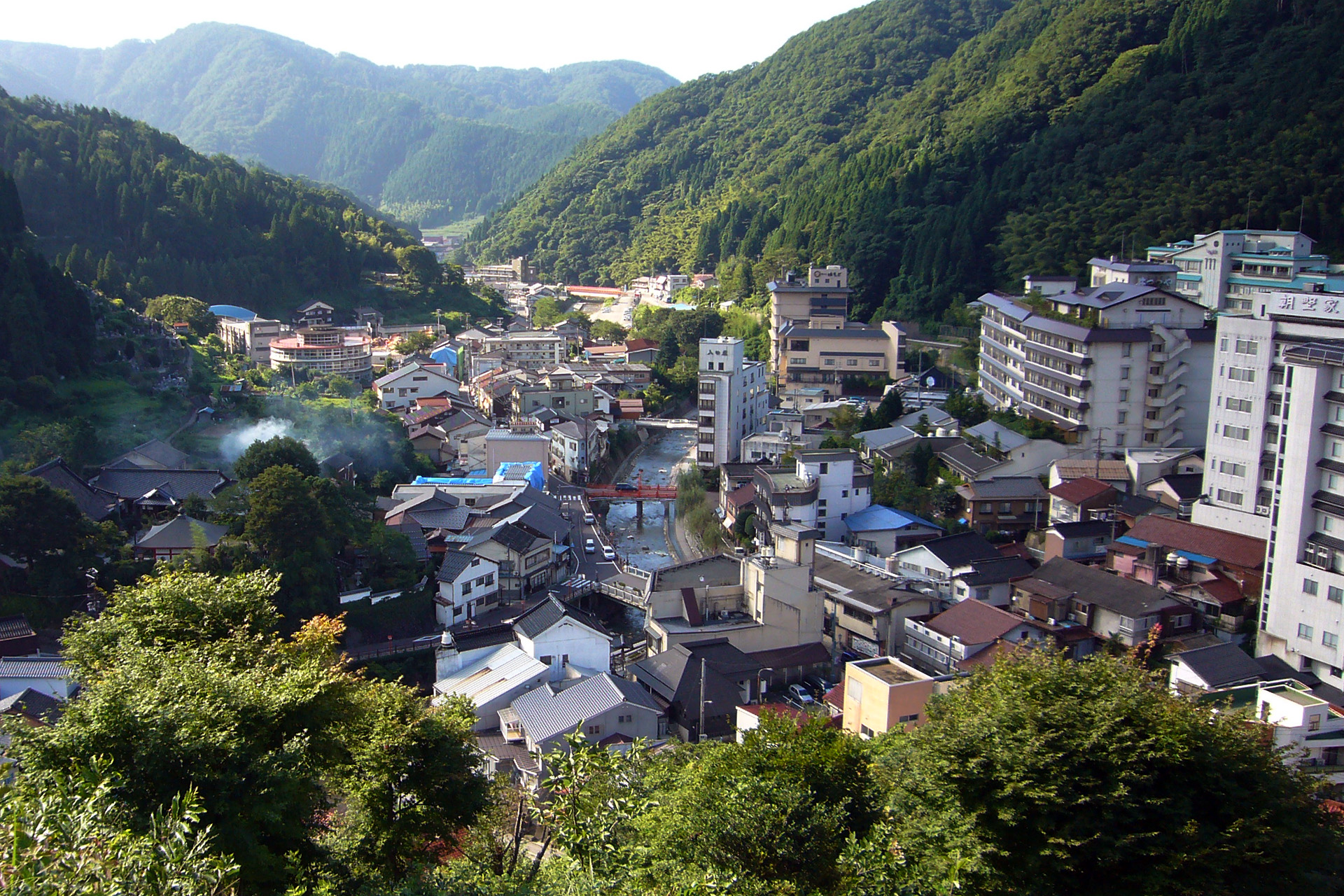
Yumura Onsen
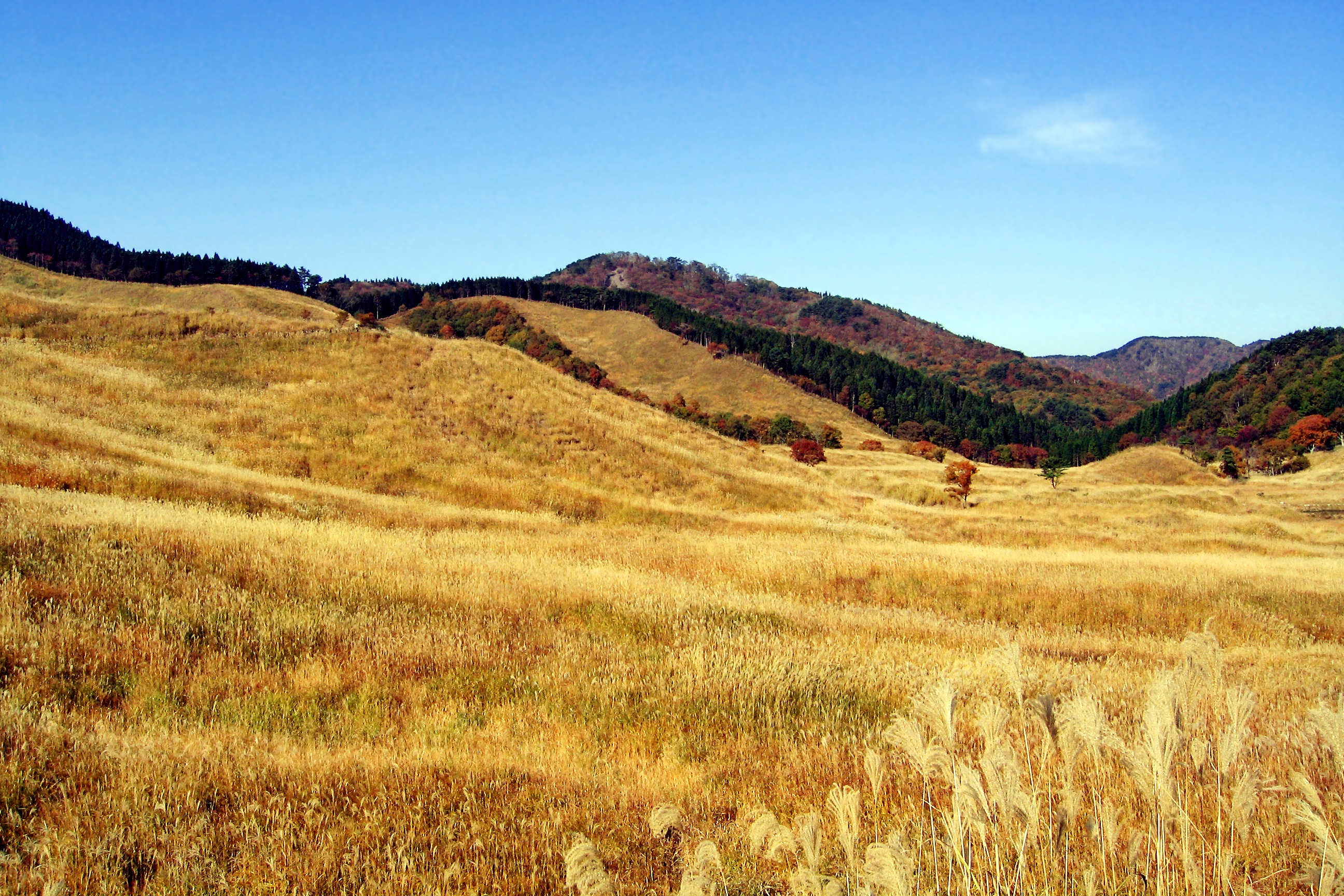
Las montañas de Kamikawa
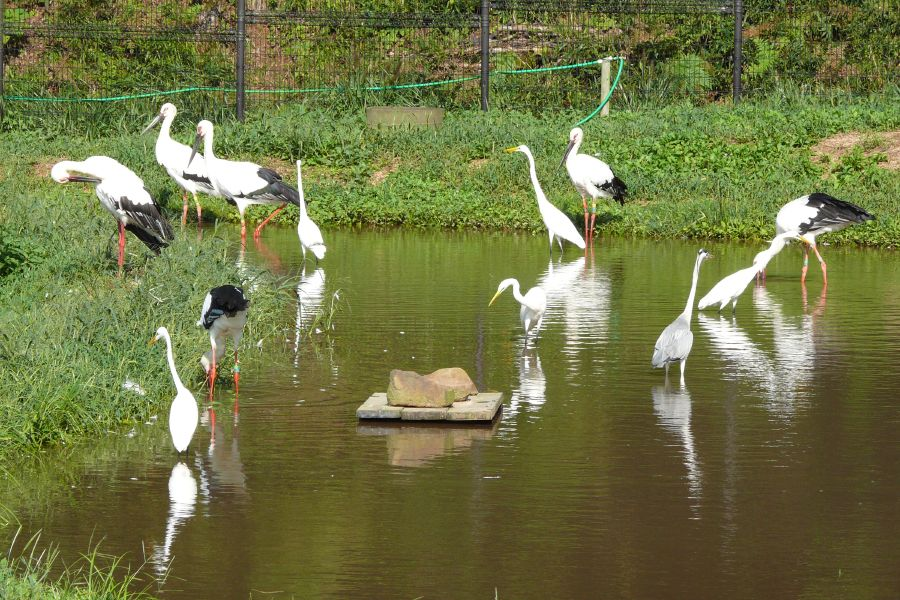
Toyooka Stork Park
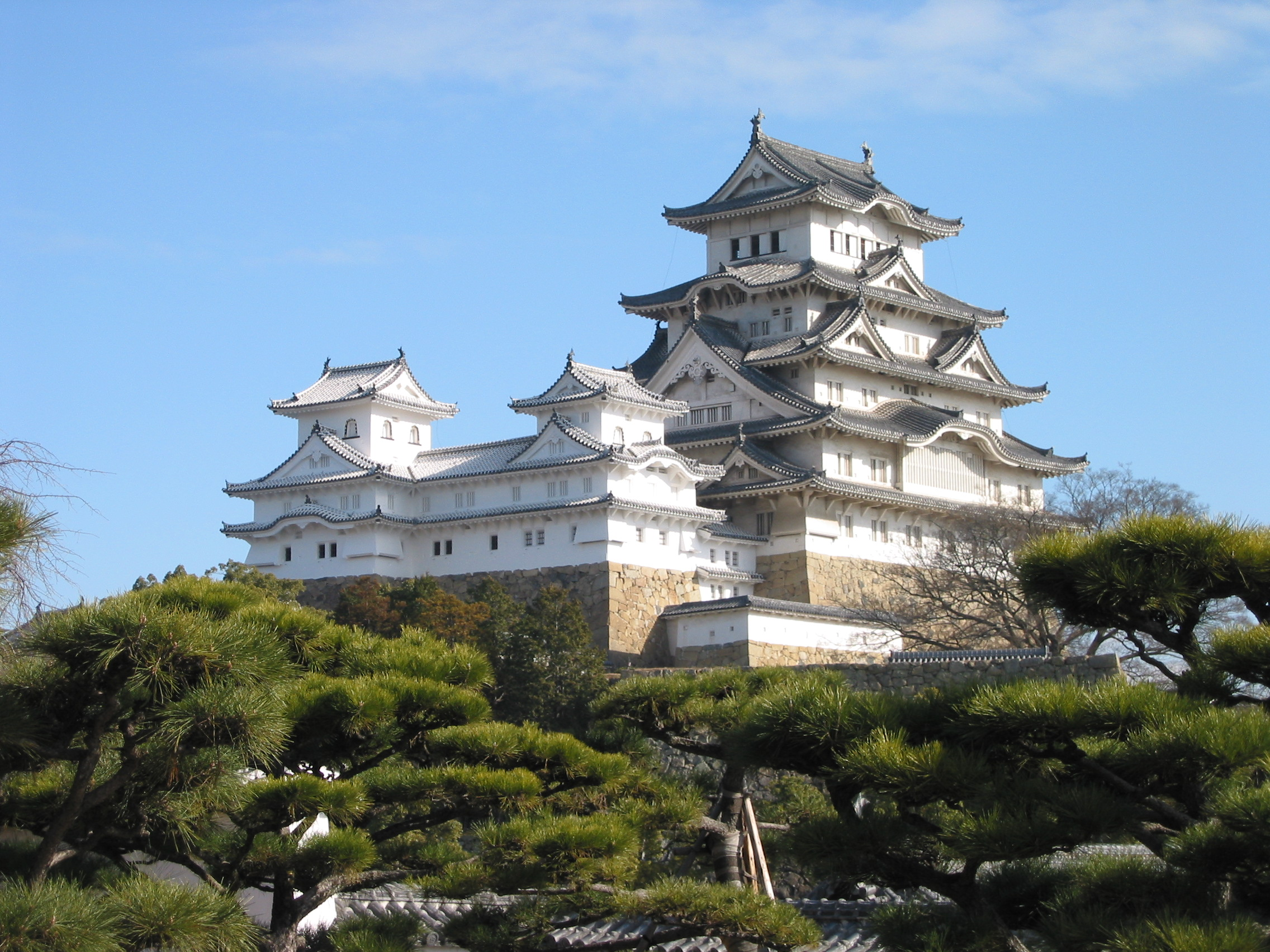
Castillo Himeji
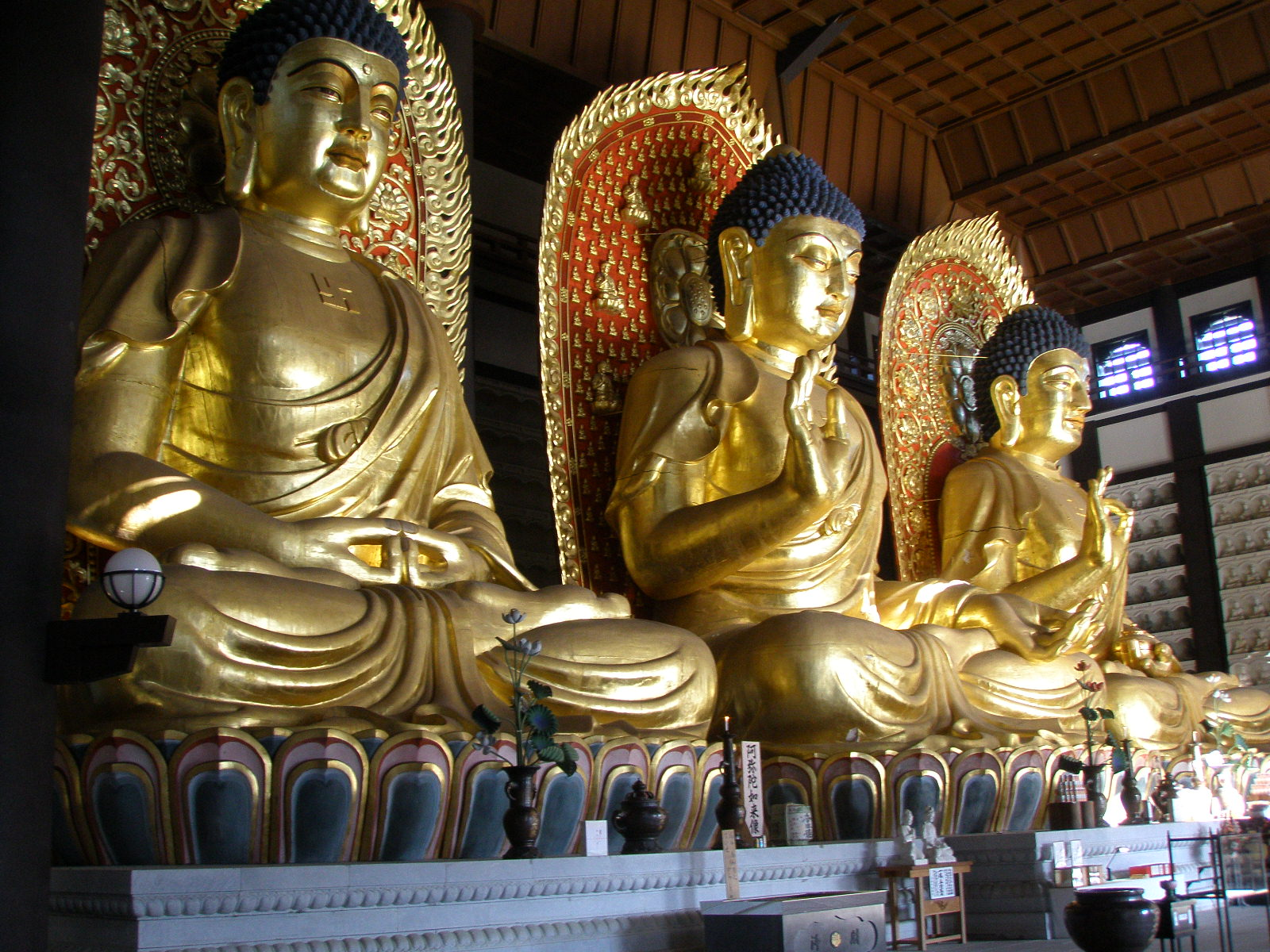
Chorakuji-daibutsu